# Feronerie

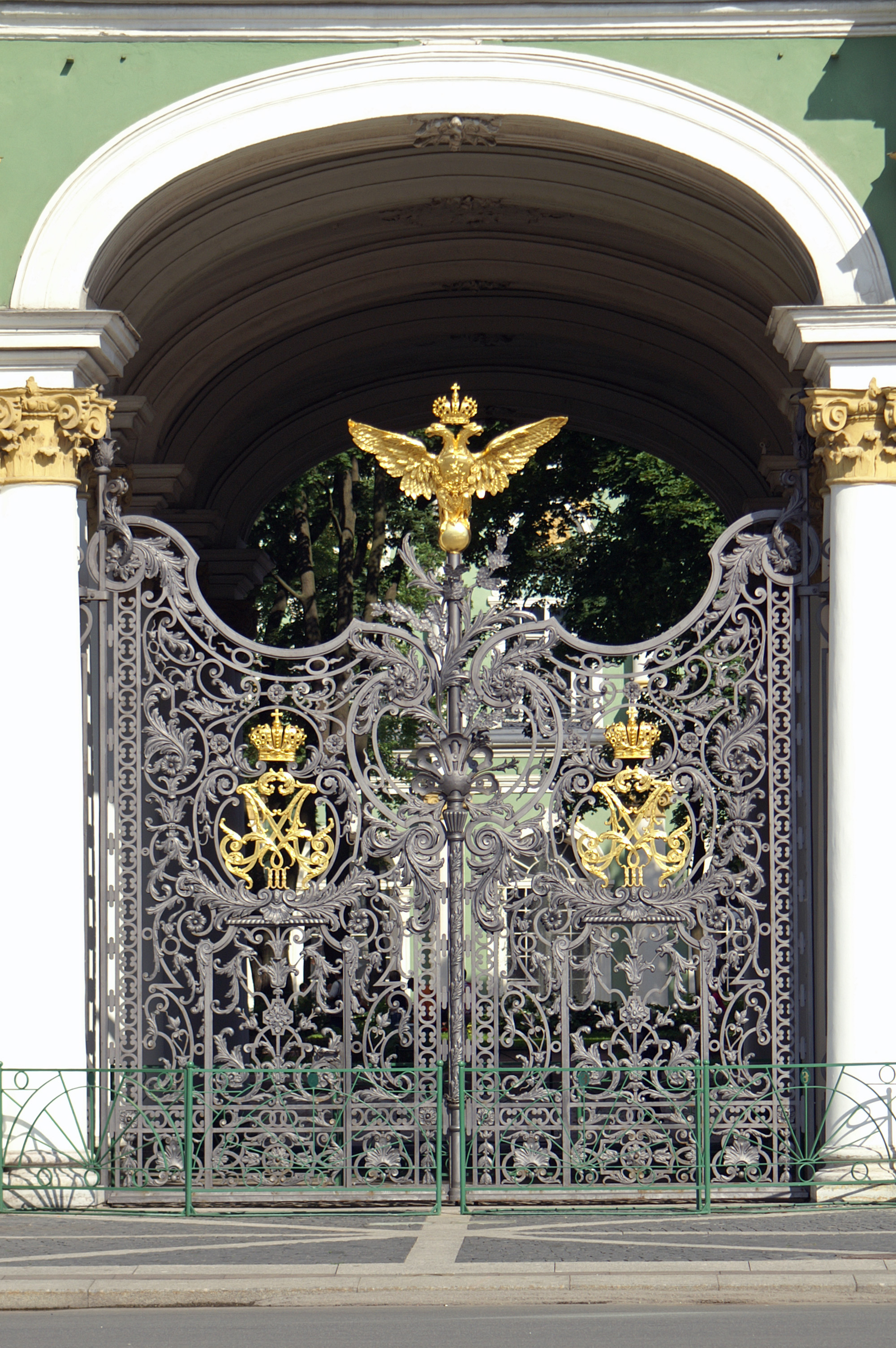
Poartă la Muzeul Ermitaj / Palatul de Iarnă din Sankt Petersburg, Rusia

Feroneria este arta și tehnica prelucrării fierului cu forja, matrița sau ciocanul. 
Se pot distinge:
1. feroneria clădirii;
2. feroneria domestică;
3. feroneria muncii.

## Etimologie
Cuvântul din română feronerie este împrumutat din limba franceză. Cuvântul din franceză ferronerie este un derivat al cuvântului ferron, „negustor de fier”. Acest cuvânt ferron, atestat în secolul al XII-lea, este un derivat al cuvântului fer · , „fier”, care este moștenit de limba franceză din latină ferrum.

## Istorie
Niciun tratat de feronerie anterior secolului al XVII-lea nu s-a păstrat; cel mai vechi tratat care a ajuns până în zilele noastre a fost scris de Mathurin Jousse, în 1627, urmat, în 1762, de Art du ferronier, redactat de Duhamel du Monceau.

## Galerie de imagini

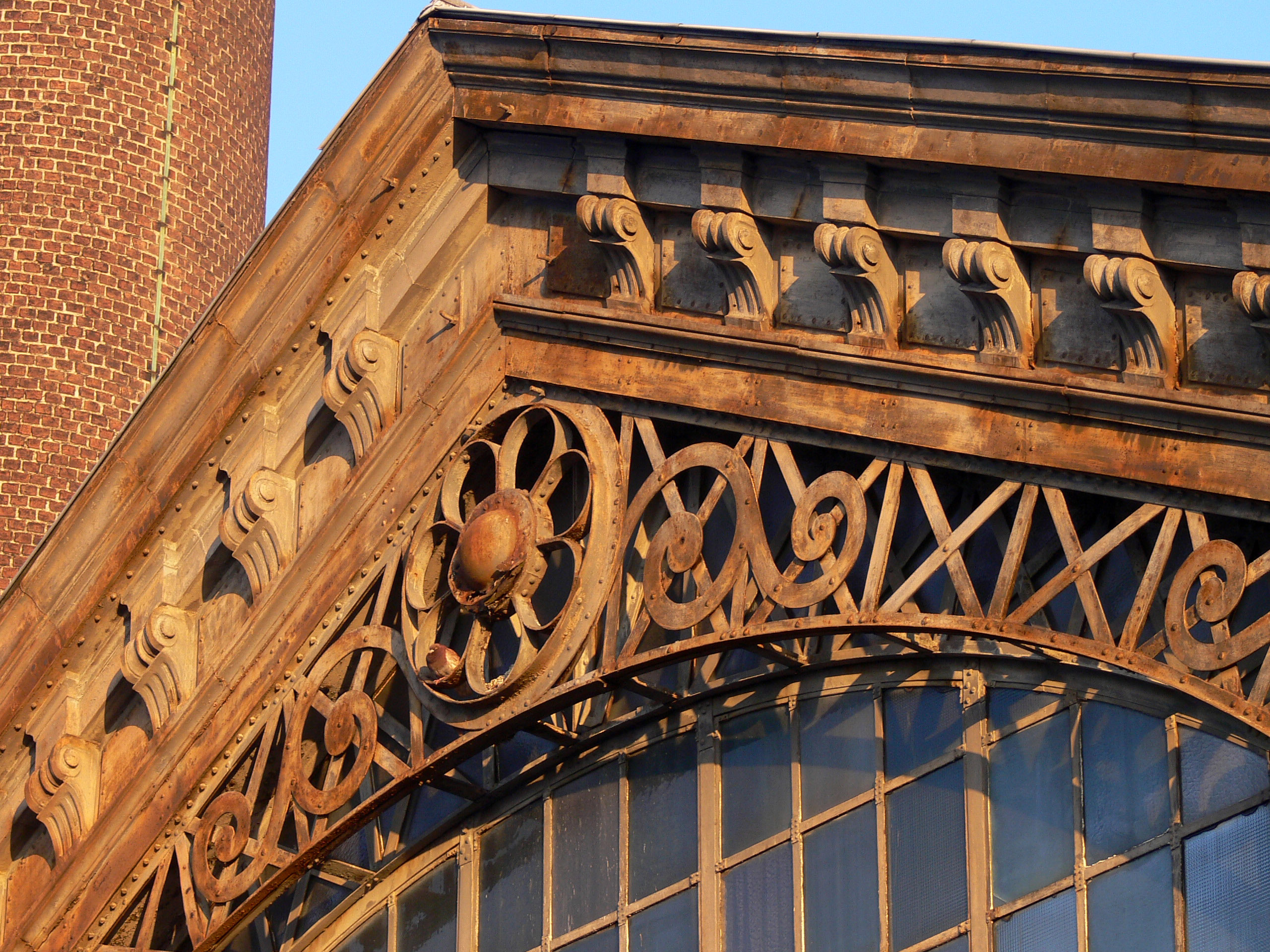
Feronerie la o construcţie industrială, la Lille, Franţa
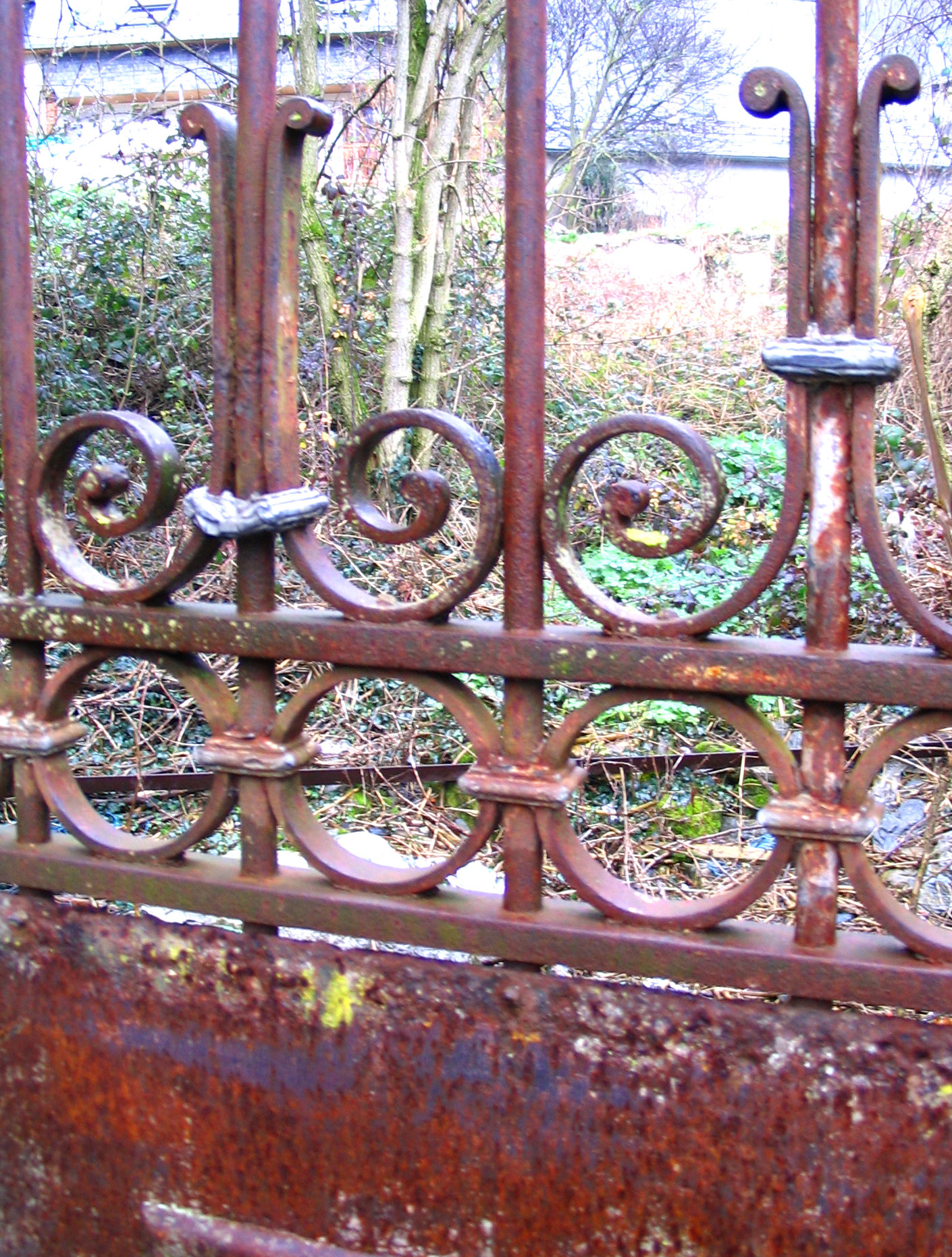
Coliere decorative pe un portal, Laruns, Franţa, secolul al XX-lea.
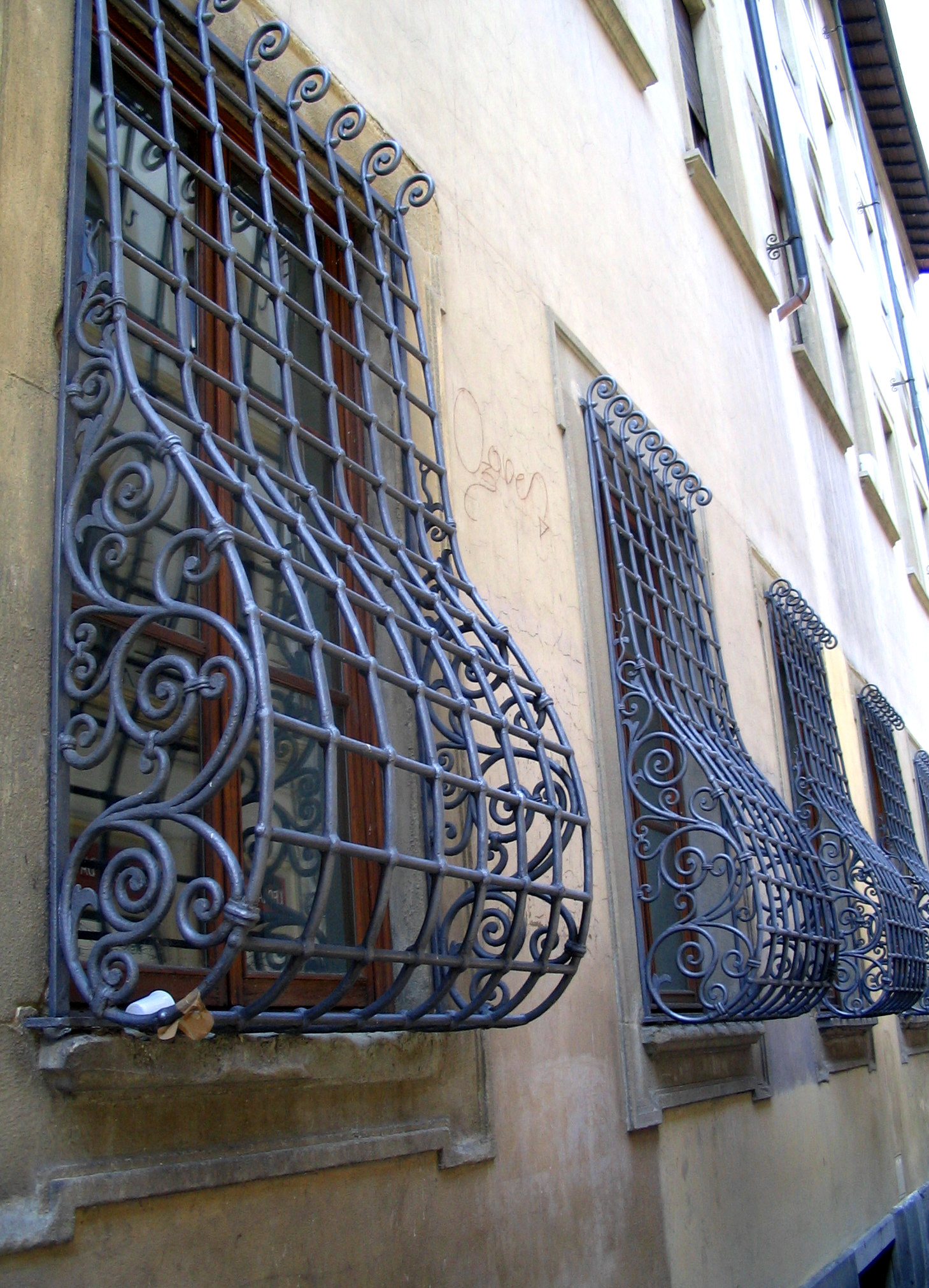
Grilaje din fier forjat la Florenţa, Italia, secolul al XVII-lea.
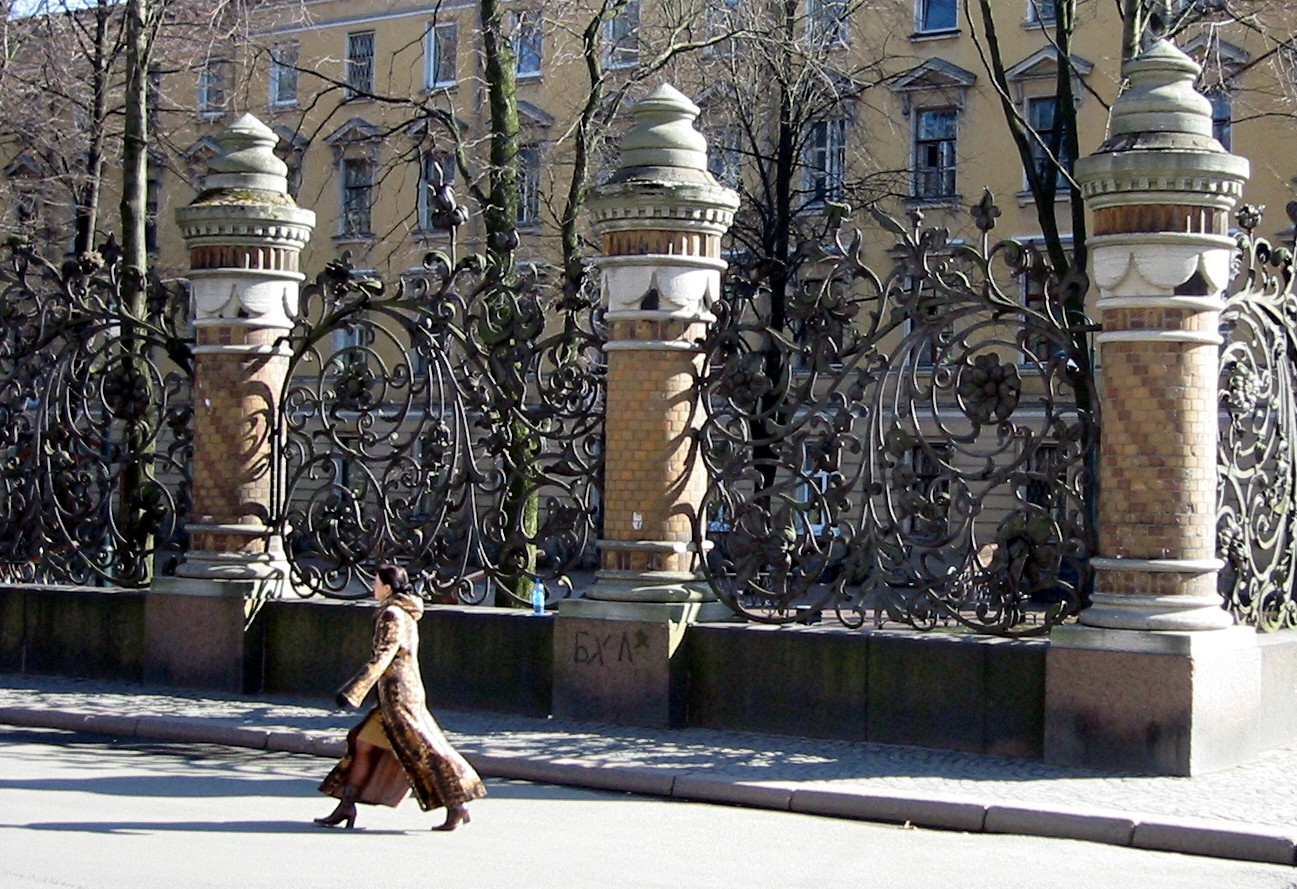
Grilaje din 1762, la Sankt Petersburg, Rusia.
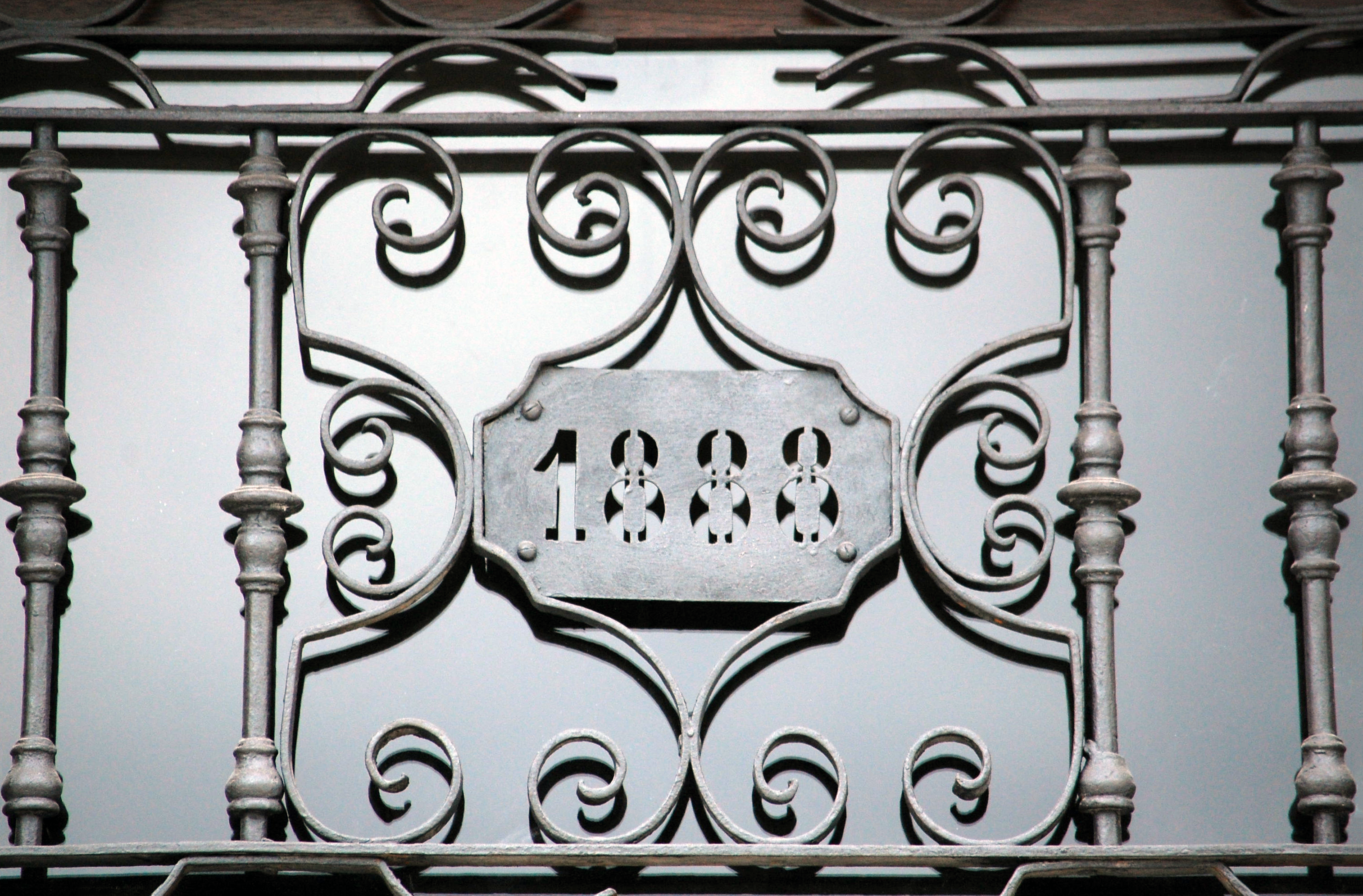
1888, Alcalá de Henares.